# Monte dei Paschi di Siena
De Banca Monte dei Paschi di Siena (MPS) is de oudste bank ter wereld. Ze werd opgericht in 1472 door de Republiek Siena. De hoofdzetel is reeds eeuwen gevestigd in het Palazzo Salimbeni op de gelijknamige piazza in de Italiaanse stad Siena (regio Toscane).
De bank telde in 2024 zo'n zes miljoen klanten die werden bediend door 16.700 medewerkers in 1312 kantoren.

## Geschiedenis
De Monte dei Paschi di Siena werd opgericht door de bestuurders van de Republiek Siena. De Monte dei Paschi di Siena was een Monte di Pietà, die zijn oorsprong in Italië kende. Een benaming die wij hier later leerden kennen als een pandjeshuis waar men naast het onderpand ook leningen met lagere rente verleende. De eerste financiële instelling dateerde van 1397 en kwam er op initiatief van de familie de Medici in Florence. De naamverandering van Monte di Pietà naar Monte dei Paschi kwam er in 1624, na de integratie (1557) van Siena in het Groothertogdom Toscane.
Deze financiële instelling was aanvankelijk een regionale bank die mede aan de wieg stond van de uitbouw van stad en streek. De Monte bestreek in het midden van de 19e eeuw het volledige Toscaanse grondgebied door verscheidene kleine kredietinstellingen over te nemen. Tegenwoordig is de Monte dei Paschi di Siena ook de groepsnaam van meerdere filialen en kantoren over de hele wereld.

### Overname Antonveneta
Op 8 november 2007 werd de Banca Antonveneta voor € 9 miljard gekocht van de Spaanse Banco Santander. Antonveneta was in 2005 in bezit gekomen van ABN AMRO en nadien in handen van Banco Santander dat onderdeel uitmaakte van een consortium met Royal Bank of Scotland en Fortis om de Nederlandse bank over te nemen. Santander behaalde op deze transactie een winst van € 2,4 miljard in zeer korte tijd. Analisten oordeelden dat MPS te veel heeft betaald. MPS kreeg met de koop een betere geografische spreiding in Italië en klom op tot de nummer drie op de Italiaanse ranglijst van banken, na UniCredit en Intesa Sanpaolo.
In 2013 is meer bekend geworden over de omstandigheden ten tijde van de koop van Antonveneta. Banco Santander was al op zoek naar een koper voordat het zelf Antonveneta in bezit had. De Spaanse bank wilde snel verkopen en stelde als enige voorwaarde dat de koper de boeken van Antoneveneta niet mocht inzien alvorens de koop was afgerond. In 2005 had MPS ook al geprobeerd Antonveneta te kopen, maar ABN AMRO was de bank voor. Destijds had de bank wel de boeken van Antonveneta bestudeerd. De Franse bank BNP Paribas was ook in 2007 geïnteresseerd, maar MPS bood meer en zag af van een boekenonderzoek om ditmaal wel te slagen. Aan de kant van MPS was alleen bestuursvoorzitter Mussari zeer intensief bij de transactie betrokken.

### In financiële problemen
Na de aankoop kwam ook de MPS in de problemen mede door wereldwijde kredietcrisis.
In 2011 leed de bank een verlies van € 4,7 miljard vooral door een grote afboeking van € 4,5 miljard op de goodwill die MPS in 2007 betaalde voor Antonveneta. MPS stond hierin niet alleen, ook concurrenten UniCredit en Intesa SaoPaulo deden vergelijkbare afboekingen. De bank heeft een kapitaalstekort en moet dit aanzuiveren. Fabrizio Viola, in januari 2012 aangesteld als CEO bij de bank, werkt aan een herstelplan waarbij niet kernactiviteiten worden afgestoten en in de bedrijfskosten zal worden gesneden. In juni 2012 kreeg de Monte maximaal € 2 miljard staatssteun als onderdeel van een Europees plan om de schuldencrisis te beëindigen. In 2009 was reeds een staatssteun ter waarde van € 1,9 miljard verleend.
Begin 2013 kwam de bank in opspraak nadat bekend werd dat ze een aantal derivatenconstructies verborgen had gehouden voor de toezichthouders. Met de constructies had de bank een verlies van € 730 miljoen verborgen willen houden. In maart 2013 maakte de bank een verlies van € 3,2 miljard bekend mede door hoge afschrijvingen op slechte leningen en verliezen op derivatenconstructies. MPS kreeg in februari staatssteun ter waarde van € 4 miljard en een nieuwe directie van de bank probeert het vertrouwen van spaarders en beleggers weer te herwinnen. Door het verlies moet MPS waarschijnlijk opnieuw om staatssteun verzoeken, omdat ze niet aan de minimumkapitaalvereisten van de Banca d'Italia voldoet.
De Italiaanse justitie begon een onderzoek. Diverse huizen werden doorzocht waaronder die van de vorige bestuurvoorzitter Giuseppe Mussari en Davide Rossi. Een onderdeel van dit onderzoek betreft verdenkingen van corruptie ten tijde van de overname van Antonveneta in 2007. De persvoorlichter van de bank, David Rossi, pleegde begin maart 2013 zelfmoord door uit het raam van zijn kantoor te springen.
Eind 2013 keurde de Europese Commissie een additioneel reddingsplan voor Italië's grootste probleembank goed. Hiermee is de weg vrij voor staatssteun en staatsgaranties ter waarde van € 17 miljard. De bank gaat nieuwe aandelen uitgeven ter waarde van € 2,5 miljard waarmee het hybride kapitaal van bijna € 4 miljard, dat eerder in de vorm van overheidsobligaties is verstrekt, binnen vijf jaar wordt afgelost. De staat stelt zich ook garant voor € 13 miljard. De EC verwacht dat de bank levensvatbaar is zonder steun en er zijn ook waarborgen dat de steun de concurrentie niet zal verstoren. De bank gaat verder minder leningen uitgeven, fors snijden in de kosten, haar doelmatigheid vergroten en het bestuur versterken. MPS rekent voor 2015 op een nettowinst van € 200 miljoen en verwacht in 2017 een winst te behalen van € 900 miljoen. De grootaandeelhouder Fondazione MPS heeft geen geld om haar belang in de bank te handhaven en verliest hiermee voor het eerste sinds 1472 haar dominante positie.
In 2014 leed de bank een groot verlies van € 5,3 miljard, vooral veroorzaakt door de afschrijving van bijna € 8 miljard op slechte leningen. Een forse verslechtering in vergelijking tot 2013 toen de bank een verlies rapporteerde van € 1,4 miljard. In juni 2014 haalde de bank met een aandelenemissie € 5 miljard aan nieuw kapitaal op. Een deel van dit geld werd gebruikt om de verleende staatssteun van enkele miljarden terug te betalen aan de Italiaanse overheid. Direct na de emissie had de bank een Tier 1-kapitaal van 13,3% en kwam hiermee uit boven het minimum van 8%.
Ondanks de aandelenmissie kwam in oktober 2014 de bank zeer slecht uit een ECB stresstest. De Europese Centrale Bank (ECB) stelde vast dat MPS € 2,1 miljard aan nieuw kapitaal moet ophalen om aan de vermogenseisen van de ECB te voldoen. Om dit vermogensprobleem op te lossen wil de bank nieuwe aandelen uitgeven of onderdelen verkopen. Het bestuur wil niet opnieuw een beroep doen op de Italiaanse staat voor financiële steun en een fusie met een andere Italiaanse bank is op dit moment niet opportuun.
Bij de jaarlijkse stresstest in 2016 stond de bank als slechtste van de in totaal 51 onderzocht banken. Dit was geen verrassing omdat de bank sinds de eerste stresstest in 2010 deze test nooit met een voldoende resultaat heeft afgesloten. In oktober maakte de bank bekend 500 kantoren te gaan sluiten en tien procent van het personeel te ontslaan. Ook moet er nieuw kapitaal worden aangetrokken, er staat voor € 28 miljard aan slechte leningen in de boeken (onder andere oninbare leningen aan mkb-bedrijven). Op 9 december weigerde de ECB de bank extra tijd om het vereiste kapitaal aan te trekken. De deadline bleef op 31 december 2016 staan. Op 22 december 2016 vroeg MPS formeel om staatssteun. Een poging om 5 miljard euro aan nieuw kapitaal in de markt aan te trekken mislukte en de bank dreigt nu failliet te gaan. De regering zag dit al aan komen en stemde een dag eerder in met een reddingsfonds van 20 miljard euro voor de wankele bankensector in het land. De ingreep door de staat is met problemen omgeven. Regels van de Europese bankenunie staan alleen het gebruik van belastinggeld om banken te redden toe onder strikte voorwaarden. Onderdeel hiervan is dat aandeel-, obligatie- en sommige rekeninghouders moeten delen in het verlies (bail-in).
In 2016 leed de bank weer een groot verlies met name door extra afschrijvingen ter waarde van 4,5 miljard euro op dubieuze leningen waarvan het onzeker is dat deze volledig worden terugbetaald. De bank had per jaareinde nog voor 20 miljard euro, dat is 19% van het totaal aan uitstaande leningen, aan dubieuze leningen op de balans staan waarvoor nog geen voorzieningen zijn getroffen. In 2017 leed de bank een fors verlies, weer door een extra afschrijvingen van 5,3 miljard euro op dubieuze leningen. Medio 2017 werd een deel van de obligatiehouders verplicht hun vordering om te zetten in aandelen. Na de forse versterking van het eigen vermogen werd de handel in aandelen in het vierde kwartaal van 2017 herstart, bijna een jaar lang was het aandeel geschorst.
In oktober 2020 keurden de aandeelhouders de verkoop goed van een pakket slechte leningen voor € 8 miljard aan Amco, een staatsbank die investeert in dubieuze leningen. Dit schoont de balans op omdat deze leningen risicovol zijn. Na de transactie neemt de kans op een verkoop van het staatsbelang toe. De Italiaanse staat beloofde zijn belang van 68% in MPS tegen eind 2021 te verkopen in ruil voor de toestemming van de Europese autoriteiten om de bank in 2017 te redden. Toen kocht de overheid aandelen voor € 6,49 per stuk, maar de koers was in november 2020 tot onder de € 1,50 gedaald. Na lange overnamegesprekken werd op 24 oktober 2021 duidelijk dat UniCredit 
MPS niet gaat overnemen van de Italiaanse overheid. Breekpunt was de eis van UniCredit om het kapitaal van de bank met zo'n € 7 miljard te versterken, dit was ruimschoots het dubbele dan eerder werd geïndiceerd, en de Italiaanse overheid ging hierin niet mee.
In november 2023 verkocht de staat een groot pakket aandelen in de bank. Het aandelenbelang daalde met 25% en de staat ontving 920 miljoen euro op de verkoop. Een jaar later volgde de derde verkooptransactie, een aandelenpakket van 15% werd verkocht voor 1,1 miljard euro, waarmee het staatsbelang daalde naar 11,7%. In de laatste transactie kocht Banco BPM een belang van 5% in MPS. 
In januari 2025 deed MPS een overnamebod op Mediobanca. Het bod in aandelen kwam als een verrassing en had een waarde van € 13,3 miljard, MPS bood 23 eigen aandelen voor 10 aandelen Mediobanca. De marktkapitalisatie van MPS was vlak voor het bod ongeveer negen miljard euro en die van Mediobanca lag hoger op € 12,7 miljard. Mediobanco wees het bod af.

### Resultaten
Sinds de bank vanaf 2010 in financiële problemen is gekomen zijn de activiteiten fors ingekrompen. Het balanstotaal nam in de periode 2010 tot en met 2017 met ruim 40% af en het aantal kantoren en werknemers heeft deze tendens ook laten zien. Het nettoverlies in 2019 werd vooral veroorzaakt door een verandering in de belastingwetgeving waardoor een verlies van € 1 miljard ten laste van het resultaat werd gebracht. In 2022 werd het nettoresultaat gedrukt door eenmalige herstructureringskosten van bijna € 1 miljard. 
| Jaar | Balans- totaal | Eigen vermogen | Netto- resultaat | Werknemers (per jaareinde) | Bankkantoren in Italië |
| Jaar | (× € miljoen)  | (× € miljoen)  | (× € miljoen)    | Werknemers (per jaareinde) | Bankkantoren in Italië |
| ---- | -------------- | -------------- | ---------------- | -------------------------- | ---------------------- |
| 2010 | 244.300        | 17.156         | 985              | 31.495                     | 2918                   |
| 2011 | 240.700        | 10.765         | −468             | 31.170                     | 2915                   |
| 2012 | 218.900        | 6452           | −3170            | 30.265                     | 2671                   |
| 2013 | 199.100        | 6155           | −1439            | 28.417                     | 2334                   |
| 2014 | 183.400        | 5965           | −5343            | 25.961                     | 2186                   |
| 2015 | 162.400        | 8515           | 417              | 23.743                     | 2133                   |
| 2016 | 153.100        | 6286           | −3380            | 25.566                     | 2032                   |
| 2017 | 139.150        | 10.429         | −3502            | 23.463                     | 1745                   |
| 2018 | 130.481        | 8992           | 279              | 23.129                     | 1529                   |
| 2019 | 132.196        | 8279           | −1033            | 22.040                     | 1422                   |
| 2020 | 150.356        | 5783           | −1689            | 21.432                     | 1418                   |
| 2021 | 137.869        | 6173           | 310              | 21.244                     | 1368                   |
| 2022 | 120.173        | 7798           | −205             | 17.020                     | 1362                   |
| 2023 | 122.614        | 9979           | 2052             | 16.737                     | 1362                   |
| 2024 | 122.602        | 11.649         | 1951             | 16.727                     | 1312                   |

## Activiteiten in België
In 1992 nam Monte dei Paschi di Siena een Italiaanse bank over die sinds 1947 in België actief was. De activiteiten werden voortgezet onder de naam Banca Monte Paschi Belgio N.V.. De bank verleent diensten aan particulieren en Belgische en buitenlandse bedrijven en instellingen. Per jaarultimo 2011 telde de bank 111 medewerkers.